# 오토에로티시즘

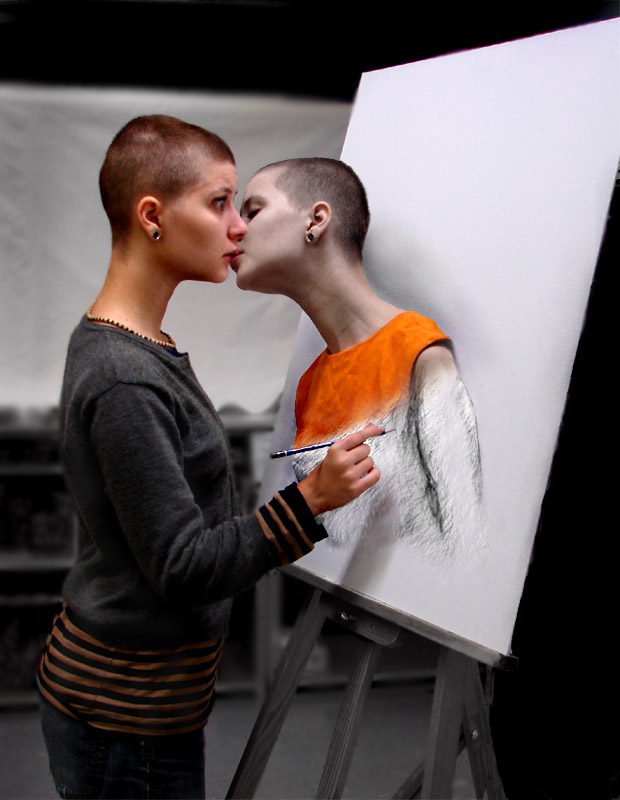
예술 속의 오토에로티시즘, 오푸스의 니나 롱섀도가 모델로 삼은 뮤즈

오토에로티시즘(영어: Autoeroticism)은 내적인 자극을 통해 성적 감정과 연애 감정을 얻는 것이다.
이 용어는 19세기 말에 영국의 성학자 해블록 엘리스에 의해 보급되었다. 그는 오토에로티시즘을 "다른 사람으로부터 직접 또는 간접적으로 발생하는 외부 자극이 없는 가운데 자발적으로 일어나는 성적 감정의 현상"이라고 정의했다.